# Si yo dirigiera el circo
Si yo dirigiera el circo es un libro infantil escrito por Dr. Seuss, publicado en 1956 por la editorial Random House.
Al igual que The Cat in the Hat, o Yertle la tortuga (más político), Si yo dirigiera el circo desarrolla un tema de fantasía que, acumulada, lleva al exceso. Dr. Seuss estaba fascinado por los errores y los excesos a los que los seres humanos son propensos, y este libro demuestra este interés, aunque de manera más sutil y cómica.

## Argumento
Detrás de almacén destartalado del Sr. Sneelock, hay un terreno baldío. El pequeño Morris McGurk está convencido de que si pudiera limpiar y quitar las latas oxidadas, el árbol muerto, y los coches antiguos, nada le impediría utilizar el lugar para el increíble, Circo McGurkus. 
Cuanto más elaborados se convierten los sueños de Morris sobre el circo, más depende de la somnolencia y del inocente Sneelock, quien se queda afuera de su tienda fumando una pipa, ajeno al destino que le espera en las profundidades de la imaginación de Morris.
Él todavía no sabe que va a tener que repartir 500 galones (1,9 m³) de limonada, ser enlazado por un Wily Walloo, luchar con un Grizzly-Ghastly y esquiar por una ladera salpicada de cactus gigantes.
Pero si su rendimiento depende de las expectativas de McGurkian, entonces "¿Por qué, señoras y señores, jóvenes y adultos, es muy probable que su cabeza pueda salir de sus hombros".